# 修丽娟
修丽娟（1957年10月26日—），中国女子篮球运动员。她在1984年夏季奥林匹克运动会中，参加了女子篮球比赛并获得团体铜牌。她还曾在1982年亚洲运动会中获得金牌。